# سیدنی لاتربی
سیدنی لاتربی (انگلیسی: Sydney Lotterby؛ ‏ ۳۰ نوامبر ۱۹۲۶ – ۲۸ ژوئیهٔ ۲۰۲۰) تهیه‌کننده تلویزیونی و کارگردان تلویزیونی اهل بریتانیا بود.
از فیلم‌ها یا مجموعه‌های تلویزیونی که وی در آن‌ها نقش داشته‌است، می‌توان به هلیم و بله آقای وزیر اشاره نمود.